# Чередование
Чередова́ние, альтерна́ция (лат. alterno — чередую) — парадигматическое отношение между единицами одного уровня языка, состоящее в их способности заменять друг друга на одном и том же месте в структуре единицы более высокого уровня в определённых синтагматических или парадигматических условиях.
Чередующиеся единицы называются альтернантами.

## Чередования звуков и фонем
Чередования звуков (аллофонов) и фонем происходят в рамках одной морфемы, представляющей для них единицу вышележащего уровня языка. Альтернанты могут различаться количественно (долготой звука) или качественно (способом образования, местом образования).
По характеру условий чередований выделяются два их типа: фонетические (называемые также автоматическими альтернациями) и нефонетические (традиционные, исторические). Фонетические чередования наиболее регулярны (немногочисленные исключения могут наблюдаться в иноязычных словах), однако регулярная фонетическая обусловленность исторически лежит в основе и нефонетических чередований. В целом в системе формообразования регулярность чередований выше, чем в словообразовании.

### Фонетические чередования
При фонетических чередованиях в отношения альтернации вступают аллофоны одной фонемы — единицы, исключающие друг друга в различных фонетических позициях (например, рус. [и]//[ы] в окончаниях родительного падежа единственного числа существительных: земли — воды). Таким образом, фонетические чередования всегда позиционны. Они служат в фонологии материалом для определения фонемного состава данного языка.
Фонетические чередования подразделяются на позиционные (в узком смысле) и комбинаторные. Позиционные — чередования, обусловленные местом относительно ударения или границы слова. К такому виду фонетического чередования относятся оглушение и редукция. Комбинаторные чередования обусловлены наличием в окружении данного звука других определённых звуков.

### Исторические чередования
Альтернантами исторических чередований являются самостоятельные фонемы. Такие чередования могут быть как позиционными, так и непозиционными:
- позиционные (морфологические) — имеют место при регулярном формообразовании (в определённых грамматических формах, к примеру рус. водить — вожу, глядеть — гляжу) и словообразовании посредством тех или иных морфем. Являются объектом изучения морфонологии;
- непозиционные (грамматические) — не обусловлены позицией относительно определённой морфемы, но обычно сами являются средством словообразования (рус. сух — сушь, англ. advice /s/ 'совет' — advise /z/ 'советовать')[2] или формообразования. Выступают внутренними флексиями и относятся к сфере грамматики.

## Чередования несегментных единиц
Отношения альтернации возможны также между суперсегментными единицами, такими как тон или ударение; так, в языках с подвижным ударением при словообразовании или словоизменении возможно смещение ударения, что приводит к чередованию ударных и безударных слогов в пределах морфемы или ударных и безударных морфем.